# Косенкова, Юлия Васильевна
Юлия Васильевна Косенкова (род. 28 марта 1973 года, Омск) — российская легкоатлетка, специализирующаяся в беге на средние дистанции. Бронзовый призёр чемпионата Европы в помещении 2000 года. Чемпионка России в помещении 2000 года. Мастер спорта России международного класса.

## Биография
Юлия Васильевна Косенкова родилась 28 марта 1973 года в Омске. Тренировалась под руководством Бориса Григорьевича Ржищева. Выступала на дистанция 800 и 1500 метров.
Дебютировала на международной арене в 2000 году. Победительница ряда международных турниров. Многократный призёр чемпионатов России.

## Основные результаты

### Международные
| Год  | Соревнования                 | Место проведения    | Дистанция | Место | Результат |
| ---- | ---------------------------- | ------------------- | --------- | ----- | --------- |
| 2000 | Чемпионат Европы в помещении | Гент, Бельгия       | 1500 м    | 3     | 4:13,60   |
| 2000 | Финал Гран-при IAAF          | Доха, Катар         | 1500 м    | 7     | 4:21,15   |
| 2001 | Чемпионат мира               | Эдмонтон, Канада    | 1500 м    | 9     | 4:08,84   |
| 2001 | Финал Гран-при IAAF          | Мельбурн, Австралия | 1500 м    | 6     | 4:11,12   |
| 2002 | Чемпионат Европы в помещении | Вена, Австрия       | 1500 м    | 4     | 4:08,63   |
| 2003 | Кубок Европы в помещении     | Лейпциг, Германия   | 1500 м    | 2     | 4:09,10   |
| 2004 | Кубок Европы в помещении     | Лейпциг, Германия   | 1500 м    | 2     | 4:10,24   |
| 2004 | Чемпионат мира в помещении   | Будапешт, Венгрия   | 1500 м    | 6     | 4:09,32   |
| 2004 | Кубок Европы                 | Быдгощ, Польша      | 1500 м    | 3     | 4:08,59   |

### Национальные
| Год  | Соревнования                 | Место проведения | Дистанция | Место | Результат |
| ---- | ---------------------------- | ---------------- | --------- | ----- | --------- |
| 1998 | Чемпионат России в помещении | Москва           | 800 м     | 2     | 2:02,21   |
| 1998 | Чемпионат России             | Москва           | 800 м     | 7     | 2:01,83   |
| 1999 | Чемпионат России             | Тула             | 800 м     | 2     | 2:00,71   |
| 2000 | Чемпионат России в помещении | Волгоград        | 800 м     | 1     | 2.02,78   |
| 2000 | Чемпионат России в помещении | Волгоград        | 1500 м    | 2     | 4.06,07   |
| 2001 | Чемпионат России             | Тула             | 1500 м    | 3     | 4:05,83   |
| 2002 | Чемпионат России в помещении | Волгоград        | 800 м     | 2     | 2:01,92   |
| 2002 | Чемпионат России в помещении | Волгоград        | 1500 м    | 2     | 4:11,48   |
| 2003 | Чемпионат России в помещении | Москва           | 800 м     | 6     | 2:01,14   |
| 2003 | Чемпионат России             | Тула             | 1500 м    | 8     | 4:06,95   |
| 2004 | Чемпионат России             | Тула             | 1500 м    | 10    | 4:12,43   |